# Tempest (Deftones)
Tempest è un singolo del gruppo musicale statunitense Deftones, pubblicato il 9 ottobre 2012 come secondo estratto dal settimo album in studio Koi no yokan.

## Tracce
Testi di Chino Moreno, musiche dei Deftones.
Download digitale
1. Tempest – 6:05

CD promozionale (Stati Uniti)
1. Tempest (Radio Edit) – 4:31

## Formazione
Gruppo
- Abe Cunningham – batteria
- Chino Moreno – voce, chitarra
- Frank Delgado – tastiera, campionatore
- Sergio Vega – basso
- Stephen Carpenter – chitarra

Produzione
- Nick Raskulinecz – produzione
- Matt Hyde – registrazione, ingegneria del suono, produzione aggiuntiva
- Steve Olmon – assistenza tecnica
- Rich Costey – missaggio
- Chris Kasych – ingegneria Pro Tools
- Eric Sip – assistenza al missaggio
- Ted Jensen – mastering

## Classifiche
| Classifica (2012)                | Posizione massima |
| -------------------------------- | ----------------- |
| Stati Uniti (alternative)        | 20                |
| Stati Uniti (mainstream rock)    | 3                 |
| Stati Uniti (rock & alternative) | 44                |